# Hypsognathus
Hypsognathus è un genere estinto di rettili, appartenente ai procolofoni. Visse in America settentrionale (New Jersey) nel Triassico superiore, che poteva raggiungere una lunghezza di 33 cm.
Varie caratteristiche di questo tardo rappresentante della famiglia indicano che esso era erbivoro e poco agile, dato il corpo grosso e tozzo. I molari dall'ampia superficie erano adatti a triturare vegetali coriacei. Le spine ossee ai lati del capo costituivano probabilmente una buona difesa contro i predatori come i contemporanei podokesauri (dinosauri carnivori).